# Real Club Celta de Vigo Baloncesto
Il Real Club Celta de Vigo Baloncesto è una società femminile di pallacanestro di Vigo, fondata nel 1996.